# Andriej Markow (młodszy)
Andriej Markow (młodszy), ros. Андрей Андреевич Марков, Andriej Andriejewicz Markow (ur. 22 września 1903 w Petersburgu, zm. 11 października 1979 w Moskwie) – rosyjski matematyk, syn Andrieja Markowa.
Od 1935 profesor uniwersytetu w Leningradzie; od 1953 członek Akademii Nauk ZSRR; prace z zakresu topologii, algebry topologicznej, teorii algorytmów, teorii układów dynamicznych.